# Florecita rockera
«Florecita rockera» es una canción de rock y el segundo sencillo de la banda colombiana de rock Aterciopelados de su segundo álbum de estudio, El dorado (1995). La canción debutó y alcanzar en su punto más alto en el número 56 en los US Billboard Hot Latin Tracks del año 1995. Se mantuvo  por un total de 2 semanas durante esa posición. Esta canción es otra de las exitosas del álbum y del grupo en general, considerado unos de los clásicos del rock en español.
En 2916 reversionaron el tema con los integrantes Goyo de ChobQuibTown y Andrea de Monsieur Periné, teniendo buena aceptación de igual forma.

## Lista de canciones

### CD - Promo
| Florecita rockera — Sencillo |                     |          |  |
| N.º                          | Título              | Duración |  |
| 1.                           | «Florecita rockera» | 3:06     |  |

## Posiciones en las listas
| Listas                                     | Posición |
| ------------------------------------------ | -------- |
| Estados Unidos Billboard Hot Latin Tracks  | 72       |
| Estados Unidos Billboard Latin Pop Airplay | 11       |

## Premios y nominaciones
| Año  | Publicación          | País          | Lista                                               | Puesto |
| ---- | -------------------- | ------------- | --------------------------------------------------- | ------ |
| 2006 | Alborde              | EUA           | 500 canciones del Rock Iberoamericano               | 127°   |
| 2009 | Rock en las Américas | Latinoamérica | Las 120 mejores canciones del rock hispanoamericano | 18°    |
| 2011 | Subterránica         | Colombia      | Las 100 Mejores Canciones del Rock Colombiano       | 67     |